# Archichauliodes cuspidatus
Archichauliodes cuspidatus är en insektsart som beskrevs av Günther Theischinger 1983. Archichauliodes cuspidatus ingår i släktet Archichauliodes och familjen Corydalidae. Inga underarter finns listade i Catalogue of Life.